# Нобелова конференција
Нобелова конференција је академска конференција која се одржава сваке године на Колеџу Густавус Адолфус у Сент Питеру, Минесота. Основана 1963. године, конференција повезује широку публику са научницима са темама везаним за природне и друштвене науке.

## Историја
Колеџ Густавус Адолфус  су основали шведски имигранти 1862. године и током своје историје наставио је да поштује своје шведско наслеђе. Док се колеџ припремао да изгради нову научну салу раних 1960-их, званичници колеџа затражили су од Нобелове фондације дозволу да зграду назову Алфред Нобел сала науке као споменик великом шведском проналазачу и филантропу. Дозвола је дата, а церемонија посвећења објекта 1963.  укључивала је 26 нобеловаца и званичника Нобелове фондације. 
Након церемоније доделе Нобелове награде 1963. у Стокхолму, представници Колеџа су се састали са званичницима Нобелове фондације, тражећи од њих да подрже годишњу научну конференцију на Колеџу и да дозволе коришћење имена Нобел за успостављање кредибилитета и високих стандарда. На наговор неколико истакнутих нобеловаца, фондација је удовољила захтеву и прва конференција је одржана на Колеџу у јануару 1965. 
Почевши уз помоћ саветодавног комитета састављеног од нобеловаца као што су Глен Т. Сиборг, Филип Шоволтер Хенч и сер Џон Керју Еклс, конференције су биле доследно успешне у привлачењу водећих светских ауторитета као говорника.
Претходни говорници су били Дејвид Х. Хубел, Фриц Липман, Сер Харолд Волтер Крото и Мичел Џеј Фајгенбаум.
Педесет девет нобеловаца је било говорника, од којих је петоро добило Нобелову награду након говора на Нобеловој конференцији у Колеџ Густавус Адолфус.
Нобелова конференција има фокус на научне теме као што су Медицина: рецепт за сутра (2006), Ајнштајново наслеђе (2005), Наука старења (2004), Природа васпитања (2002), Вирус: Људска веза (1998) и Нови облик материје: Наука о материјалима изазова (1995). Друштвене науке су такође добро заступљене и многе теме су интердисциплинарне; фокусирајући се на економију, политику, друштвене науке и филозофију.
Нобелова конференција је отворена за ширу јавност.